# Флаг Германской Демократической Республики
Флаг Герма́нской Демократи́ческой Респу́блики — горизонтально вытянутое (3:5) прямоугольное полотнище, состоящее из трёх полос равной ширины: чёрной наверху, красной в середине и золотой внизу, с гербом ГДР в центре. С момента образования ГДР в 1949 году до 1959 года, флаг ГДР выглядел так же, как и флаг ФРГ. Герб был разработан в 1955 году и добавлен к флагу ГДР только в 1959 году. В таком виде флаг использовался как национальный флаг ГДР до 1990 года.
На гербе изображены молот, символизирующий рабочий класс, циркуль, символизирующий трудовую интеллигенцию, и венок из колосьев пшеницы, символизирующий крестьянство.
Демонстрация этого флага считалась противоречащей конституции в ФРГ и в Западном Берлине, однако в 1969 году правительство ФРГ изменило эту политику.
С июня по октябрь 1990 года, когда произошло объединение Германии, в качестве национального флага ГДР использовался современный флаг Германии.
В настоящее время флаг ГДР используют болельщики некоторых футбольных клубов из восточной Германии, демонстрируя его во время матчей на стадионах. В связи с тем что западногерманские болельщики нередко весьма отрицательно реагируют на эту практику, на некоторых стадионах демонстрация флага ГДР запрещена.

## Штандарты главы государства

Штандарт Президента ГДР (1949—1950)
Штандарт Президента ГДР (1950—1951)
Штандарт Президента ГДР (1951—1953)
Штандарт Президента ГДР (1953—1955)
Штандарт Президента ГДР (1955—1960)
Штандарт Председателя Государственного Совета ГДР (1960—1990)

## Военные и военно-морские флаги

Флаг Председателя Национального совета обороны ГДР
Флаг Национальной народной армии
Флаг военнослужащих Национальной народной армии
Флаг Фольксмарине (1960—1990)
Флаг кораблей пограничных войск
Флаг кораблей береговой охраны
Флаг вспомогательных кораблей ВМС
Флаг министра обороны
Флаг заместителя министра обороны
Флаг командующего ВМС
Флаг адмирала
Флаг вице-адмирала
Флаг контр-адмирала

## Флаги партий и организаций

Флаг Социалистической единой партии Германии
Флаг Либерально-демократической партии Германии
Флаг Христианско-демократического союза Германии
Флаг Демократической крестьянской партии Германии
Флаг Национально-демократической партии Германии
Флаг Министерства государственной безопасности
Флаг Боевых групп рабочего класса
Флаг Гражданской обороны
Флаг водной полиции (1960—1990)
Флаг Объединения свободных немецких профсоюзов
Флаг Демократического женского союза Германии
Флаг Союза свободной немецкой молодёжи
Флаг Пионерской организации имени Эрнста Тельмана
Флаг Народной солидарности
Флаг Объединения крестьянской взаимопомощи
Флаг Общества спорта и техники
Флаг Управления рыбного хозяйства
Флаг Общества германо-советской дружбы

## Флаги земель (1945—1952)

Флаг Бранденбурга
Флаг Мекленбурга
Флаг Саксонии-Анхальт
Флаг Саксонии
Флаг Тюрингии

## Другие флаги

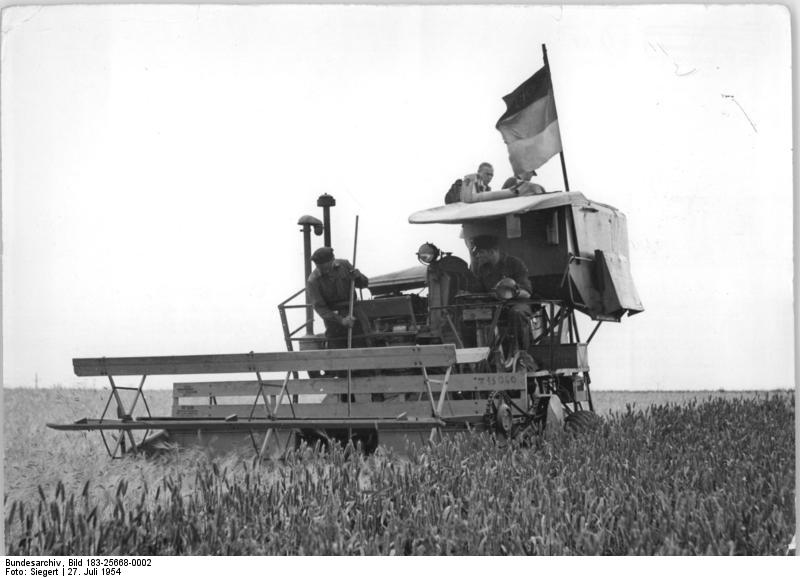
Первый вариант флага ГДР на комбайне «Сталинец-4», 1954 год

Флаг торгового флота (1959—1973)
Почтовый флаг (1955—1973)
Почтовый флаг (1947—1955 и 1975—1990)
Флаг Объединённой германской команды
Флаг Восточного Берлина (1956—1990)
Флаг ГДР с вырезанным гербом, использовавшийся протестующими во время событий 1989 года